# Siegfried Böhringer (Fußballspieler)
Siegfried Böhringer (* 26. Oktober 1940; † 5. Januar 2025) war ein deutscher Fußballspieler. Als Spieler des VfB Stuttgart hatte er von 1963 bis 1967 in der Fußball-Bundesliga insgesamt 16 Ligaspiele absolviert und ein Tor erzielt.

## Laufbahn
Er spielte in der Jugend für den Stuttgarter SC, wo er danach auch in der ersten Herrenmannschaft aktiv war. Im Sommer 1962 wechselte er zum VfB Stuttgart, zunächst in die Amateurmannschaft. Nach dem Titelgewinn 1962/63 in der 1. Amateurliga Nordwürttemberg vor der Konkurrenz aus Ludwigsburg und Kornwestheim gewann Böhringer mit seinen Mannschaftskameraden am 6. Juli 1963 in Kassel im Finale gegen den VfL Wolfsburg die Deutsche Amateurmeisterschaft. Als Amateur debütierte Böhringer am 21. September 1963 bei einer 2:4-Auswärtsniederlage bei Preußen Münster in der Bundesliga. Er lief im damals praktizierten WM-System unter Trainer Kurt Baluses auf Halbrechts an der Seite von Rolf Geiger, Hans Arnold und Dieter Höller auf. Zur Saison 1964/65 stieß er wie auch Hans Krauß, Gustav Talpai und Hartmut Weiß aus der Amateurelf zur Lizenzspielermannschaft des Vereins. Zusätzlich waren noch Helmut Huttary, Werner Pfeifer und Helmut Siebert zum VfB gekommen.
Bis 1967 bestritt er insgesamt 16 Bundesligaspiele für die Schwaben, wobei ihm ein Tor gelang. Mit dem Einsatz am 24. September 1966 bei Eintracht Frankfurt (0:4) unter Trainer Rudi Gutendorf beendete er an der Seite von Mitspielern wie Eberhard Pfisterer, Günter Seibold, Gilbert Gress, Bo Larsson, Hans-Otto Peters und Horst Köppel das Kapitel Bundesliga. Danach wechselte er zum Lokalrivalen Stuttgarter Kickers in die zweitklassige Regionalliga Süd. Nach einem Jahr in der Amateurmannschaft der Kickers, debütierte Böhringer unter Trainer Georg Wurzer am 18. August 1968 bei einem 1:1-Auswärtsremis gegen Schwaben Augsburg in der Regionalliga Süd. Er bildete zusammen mit Rolf Steeb und Erich Schmeil die Läuferreihe. Er traf mit den Kickers in dieser Saison dreimal auf den Karlsruher SC: Zuerst im süddeutschen Pokal (2:1) und danach zweimal in der Liga. In Karlsruhe (14. Dezember 1968) setzte sich der Gastgeber vor 32.000 Zuschauern im Wildparkstadion mit 2:0 in einem hochklassigen Spiel durch, im Heimspiel (22. März 1969) revanchierten sich die Kickers mit einem 2:1 vor 12.600 Zuschauern. Die Wurzer-Elf verpasste denkbar knapp den Einzug in die Bundesligaaufstiegsrunde. Mit einem Punkt Rückstand zu Meister Karlsruher SC und dem punktgleichen Vizemeister Freiburger FC (beide jeweils 43:25) belegten die Kickers mit 42:26 Punkten den vierten Rang, punktgleich mit Bayern Hof als Tabellendritter. Böhringer war in 33 Ligaspielen aufgelaufen und hatte als Abwehrspieler ein Tor an der Seite von Mitspielern wie Helmut Fürther, Dieter Schurr, Steeb, Erich Weixler, Karl-Heinz Mrosko, Jürgen Schieck und Rainer Eisenhardt erzielt. In den folgenden drei Runden konnten Böhringer und Kollegen dieses Niveau nicht mehr wiederholen, es ging abwärts in der Tabelle. Als Ludwig Bründl in der Saison 1970/71 sich die Torjägerkrone mit 21 Treffern holte, kam Böhringer auf beachtliche elf Tore.
Nach 109 Regionalligaspielen und 19 Toren kehrte er 1972 für eine Spielzeit zu seinem Heimatverein Stuttgarter SC zurück, bevor er seine Karriere beendete.
Er starb im Januar 2025. Seine Urne wurde auf dem Friedhof in Bühl bestattet. 